# 宮古地区広域行政組合
宮古地区広域行政組合（みやこちくこういきぎょうせいくみあい）は、岩手県宮古市、下閉伊郡山田町、岩泉町および田野畑村の1市2町1村が設立している一部事務組合。

## 事務所
- 岩手県宮古市新川町2-1（宮古市役所内）

## 主な事務内容
- 宮古地区広域市町村圏の振興整備に関する計画の策定
- 宮古地区広域市町村圏の振興整備に関する計画に基づく事業の実施についての総合調整
- と畜場の設置、管理及び運営
- 一般廃棄物の収集、運搬及び処分
- 一般廃棄物処理施設の建設、管理及び処分
- 産業廃棄物の処理
- 常備消防事務

## 組織
- 組合議会
  - 議員定数：15人（宮古市：7人、山田町：3人、岩泉町：3人、田野畑村：2人）
- 組合執行機関
  - 管理者：1人（関係団体の長の互選）
  - 副管理者：2人（1人は関係団体の長の互選、他の1人は管理者の属する団体の副市町村長）
  - 監査委員：2人

## 沿革
- 1969年5月 し尿の共同処理を目的に、陸中衛生処理組合が発足。
- 1974年4月 常備消防の共同処理を目的に、宮古地域広域消防組合が発足。
- 1987年7月 宮古市、下閉伊郡田老町、山田町、岩泉町、新里村、田野畑村及び川井村の1市3町3村で、広域行政の効率化を図ることを目的に、陸中衛生処理組合、宮古下閉伊食肉処理組合、岩泉町・田野畑村伝染病隔離病舎組合、宮古地区広域市町村圏協議会及び宮古地域広域消防組合を統合し、宮古地区広域行政組合が発足。
- 2005年6月 宮古市、田老町および新里村が新設合併し、新たな宮古市が発足。組合構成市町村が1市2町2村となる。
- 2010年1月 宮古市が川井村を編入合併する。組合構成市町村が1市2町1村となる。
- 2011年3月 東北地方太平洋沖地震に伴う東日本大震災による大津波で殉職4名、負傷者1名、田老分署全壊などの被害を出す。

## 常備消防事務

### 概要
- 消防本部：岩手県宮古市五月町2番1号
- 消防本部名称：宮古地区広域行政組合消防本部
- 管内面積：2,672.43 km2
- 職員定数：253人
- 消防署3か所、分署4か所
- 主力機械（2019年4月1日現在） 
  - 普通消防ポンプ自動車：5
  - 水槽付消防ポンプ自動車：7
  - 屈折はしご付消防自動車：1
  - 化学消防自動車：1
  - 救急自動車：11
  - 救助工作車：3
  - 指揮車：3
  - 資機材搬送車：4
  - その他：11

### 組織
- 本部 - 総務課、消防課
- 消防署

### 消防署
| 消防署     | 所在地                           | 分署 |
| ---------- | -------------------------------- | --- |
| 宮古消防署 | 宮古市五月町2番1号               | 田老：宮古市田老三王一丁目1番2号 田野畑：下閉伊郡田野畑村菅窪43番地4 新里：宮古市茂市第2地割112番地1（新里総合事務所2階） 川井：宮古市川井第5地割102番地1 |
| 山田消防署 | 下閉伊郡山田町飯岡第1地割21番地4 | なし |
| 岩泉消防署 | 下閉伊郡岩泉町岩泉字中野40番地50 | なし |

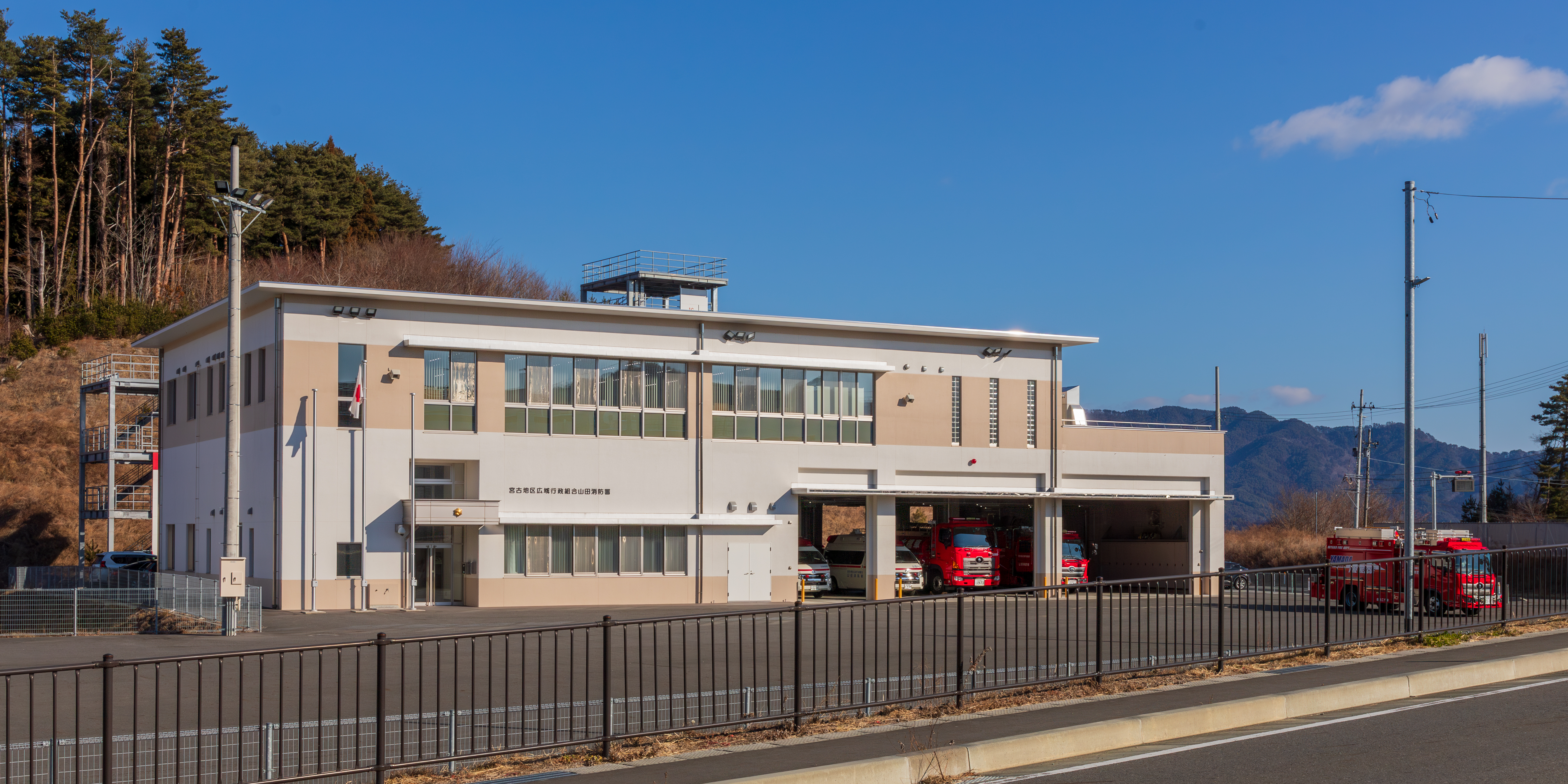
山田消防署
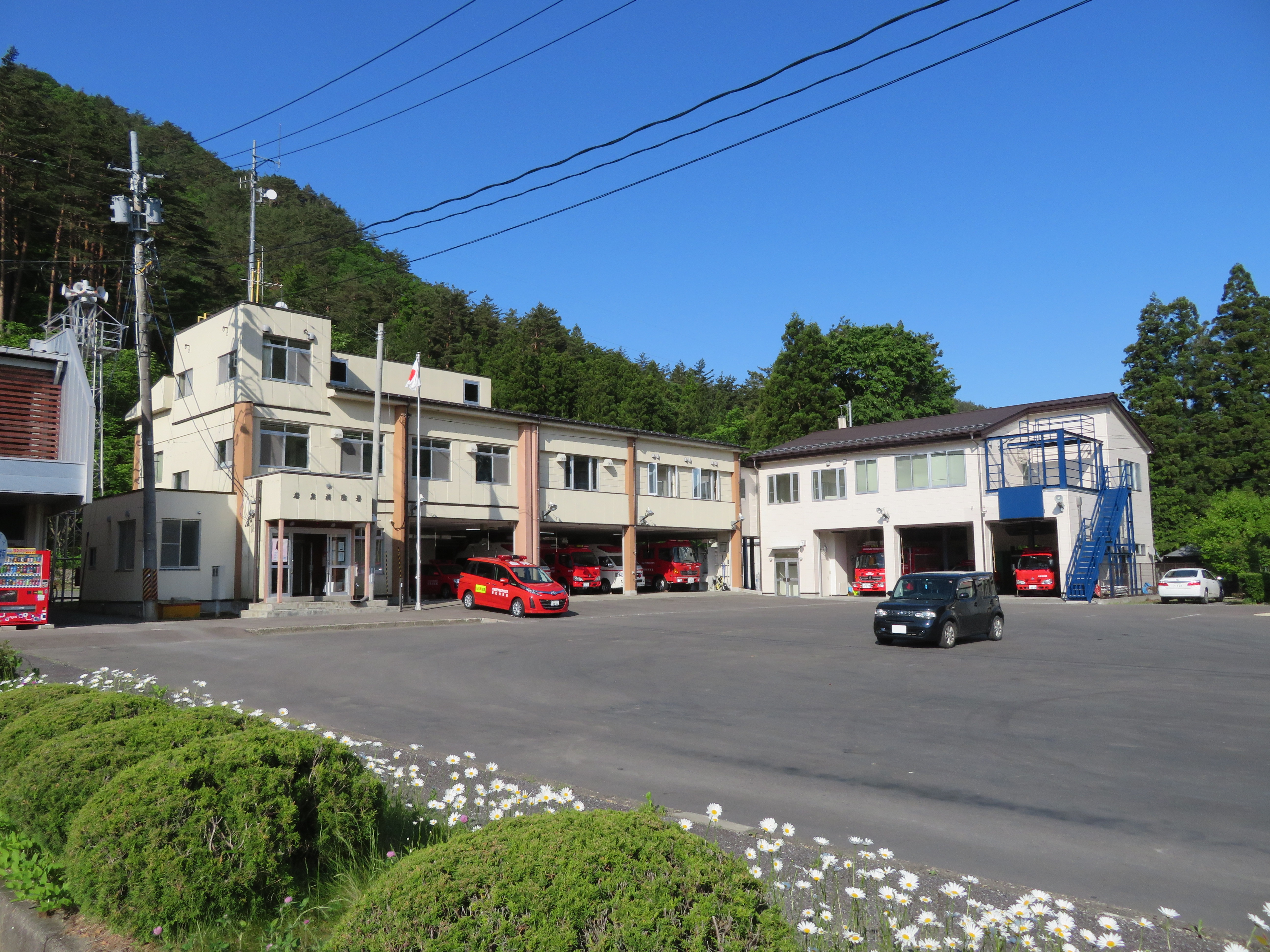
岩泉消防署
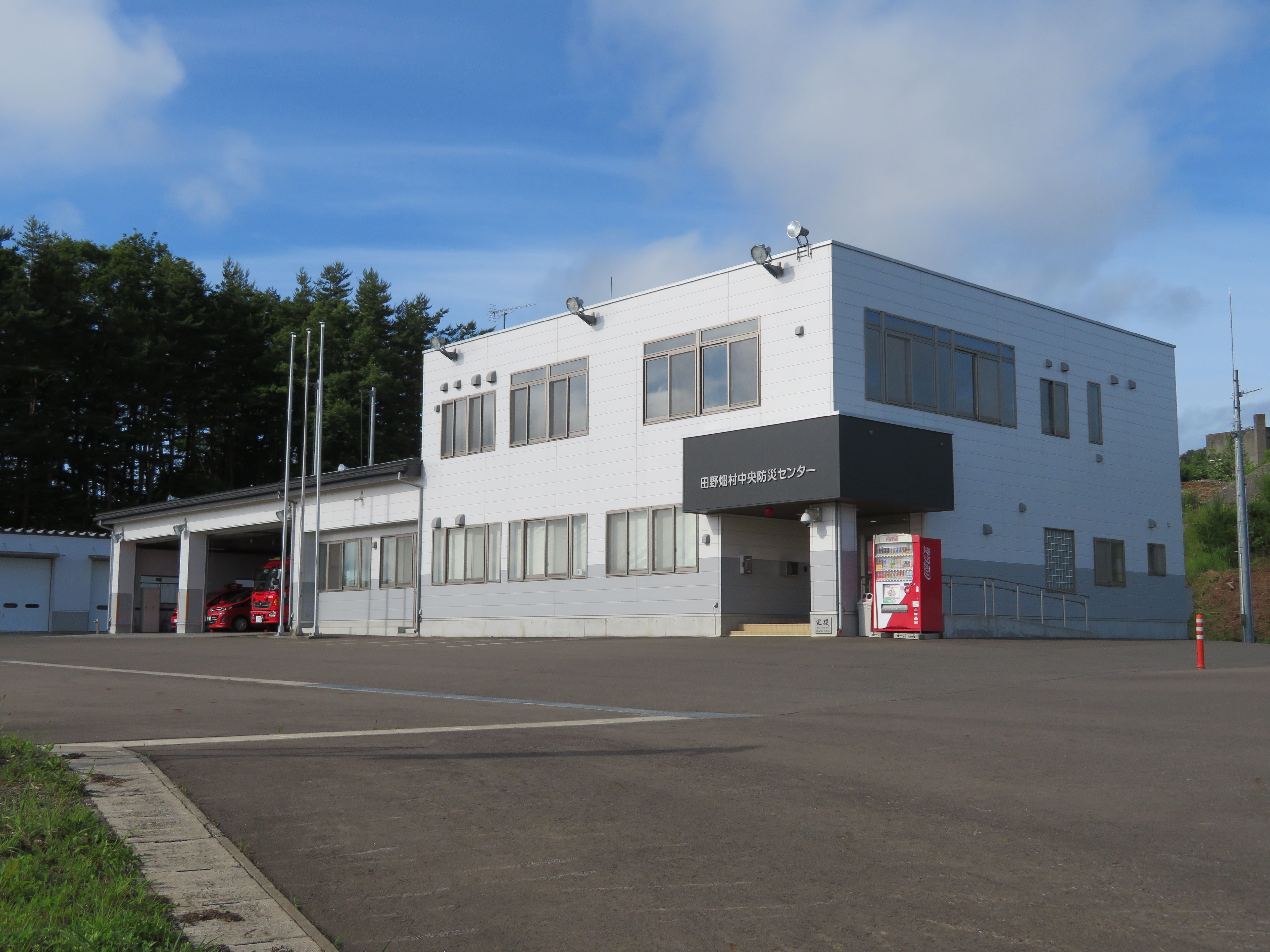
宮古消防署田野畑分署
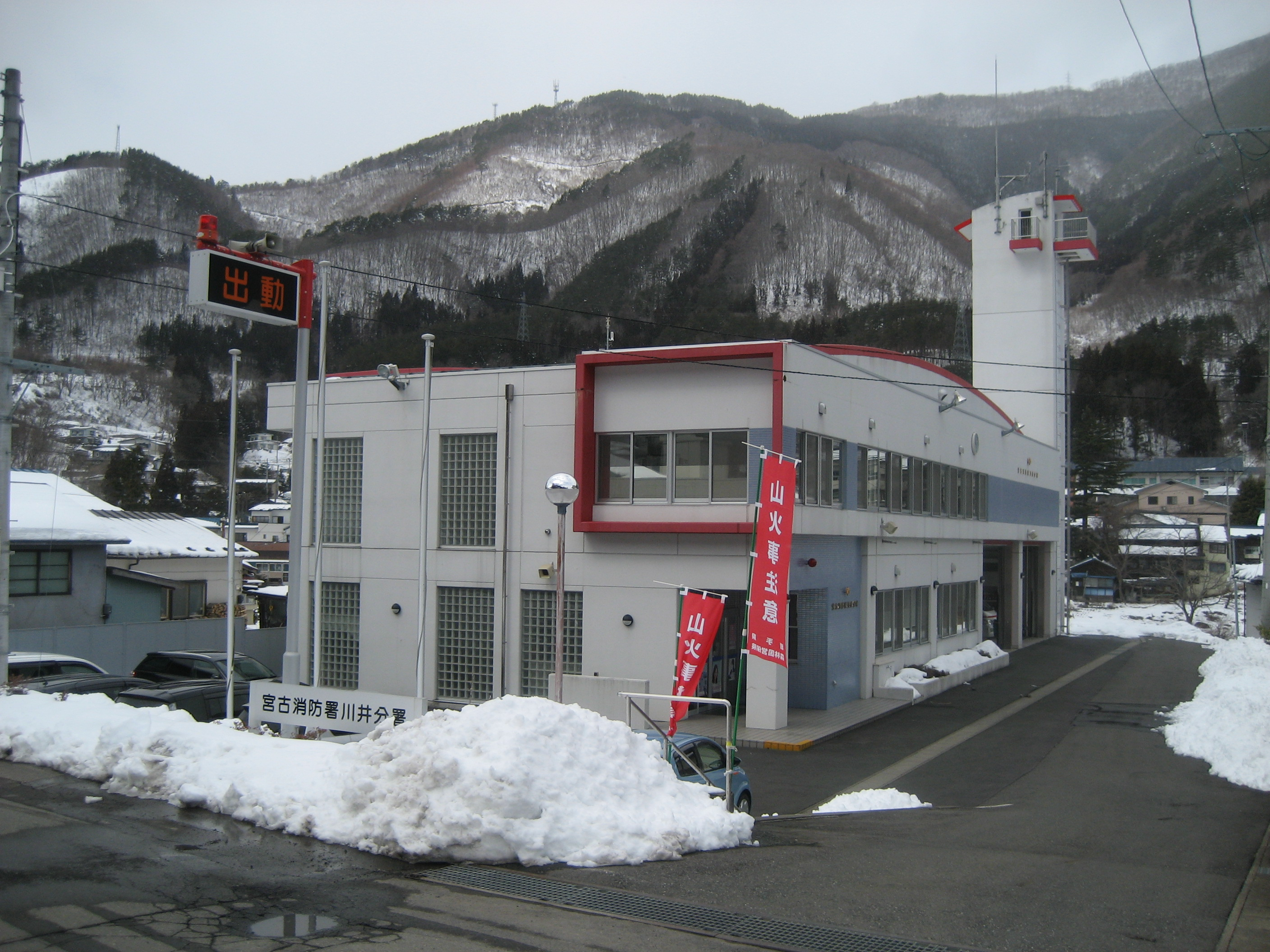
宮古消防署川井分署